# Route nationale 1C (Roumanie)
La DN1C (en roumain : Drumul Național 1C) est une route nationale roumaine, reliant le centre-ville de Cluj-Napoca à la frontière avec l'Ukraine au niveau de la commune d'Halmeu, dans le județ de Satu Mare.